# イオンショッパーズ福岡店

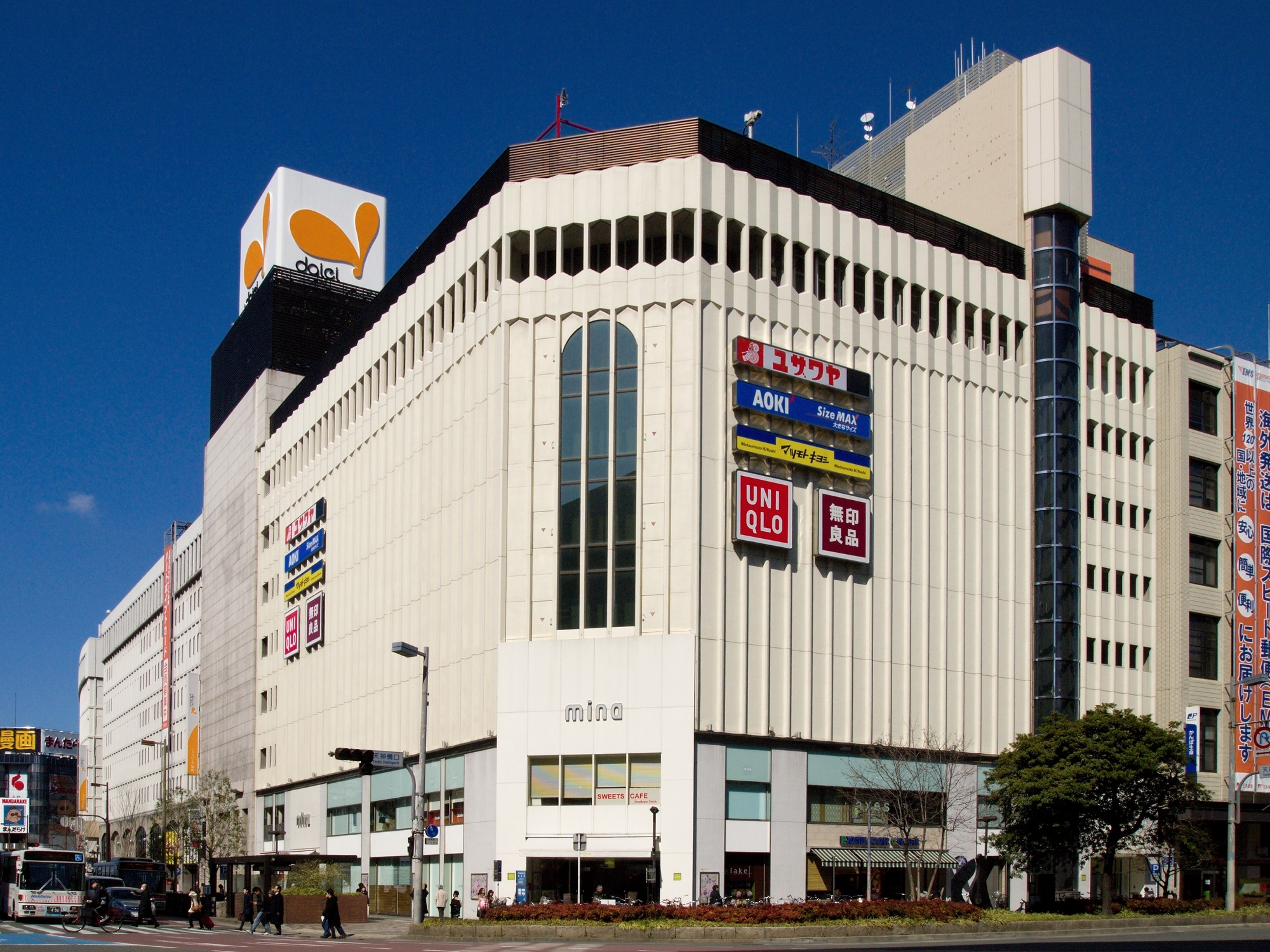
mina tenjin側から見た旧・専門店街の外観

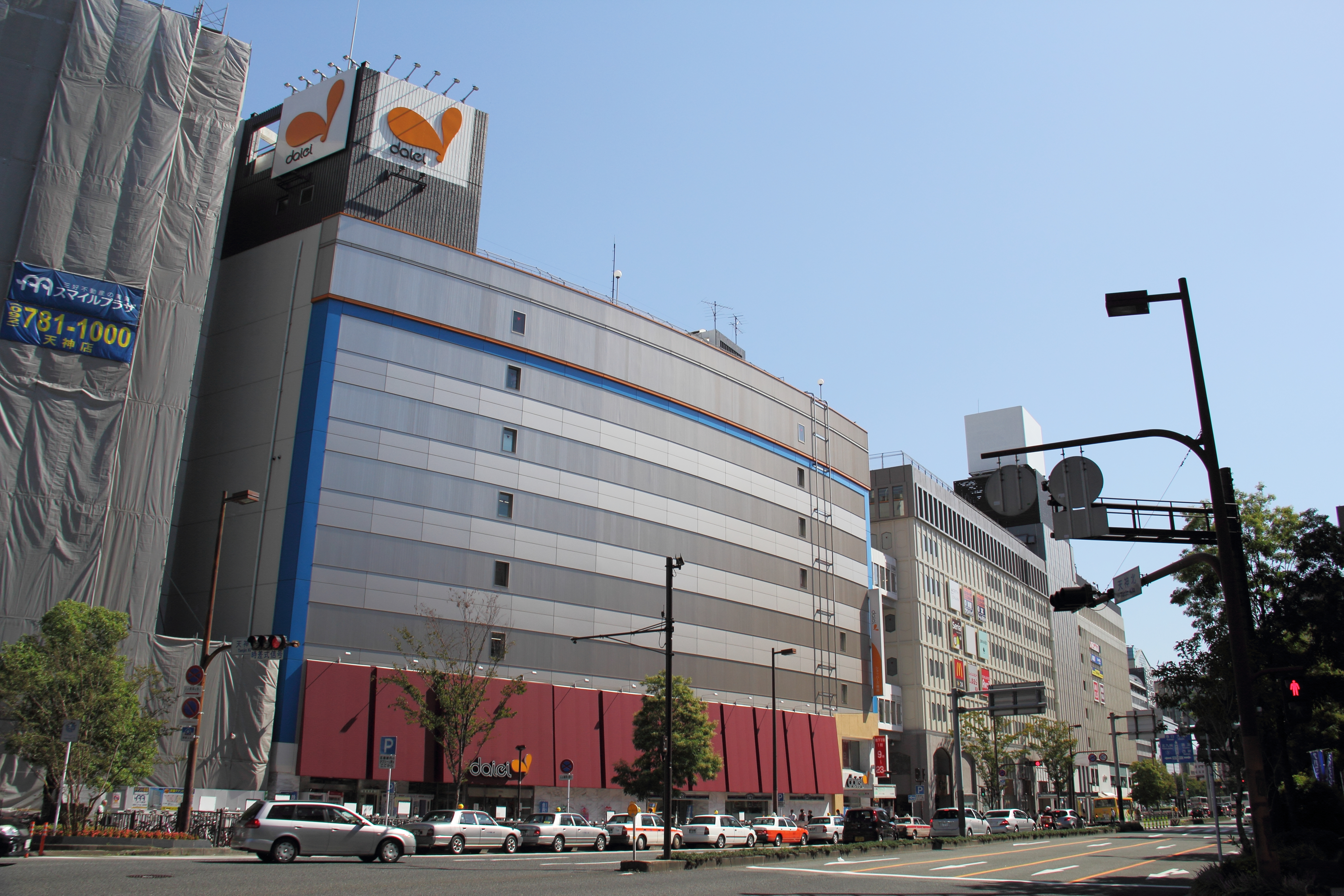
ダイエー時代のショッパーズ福岡店

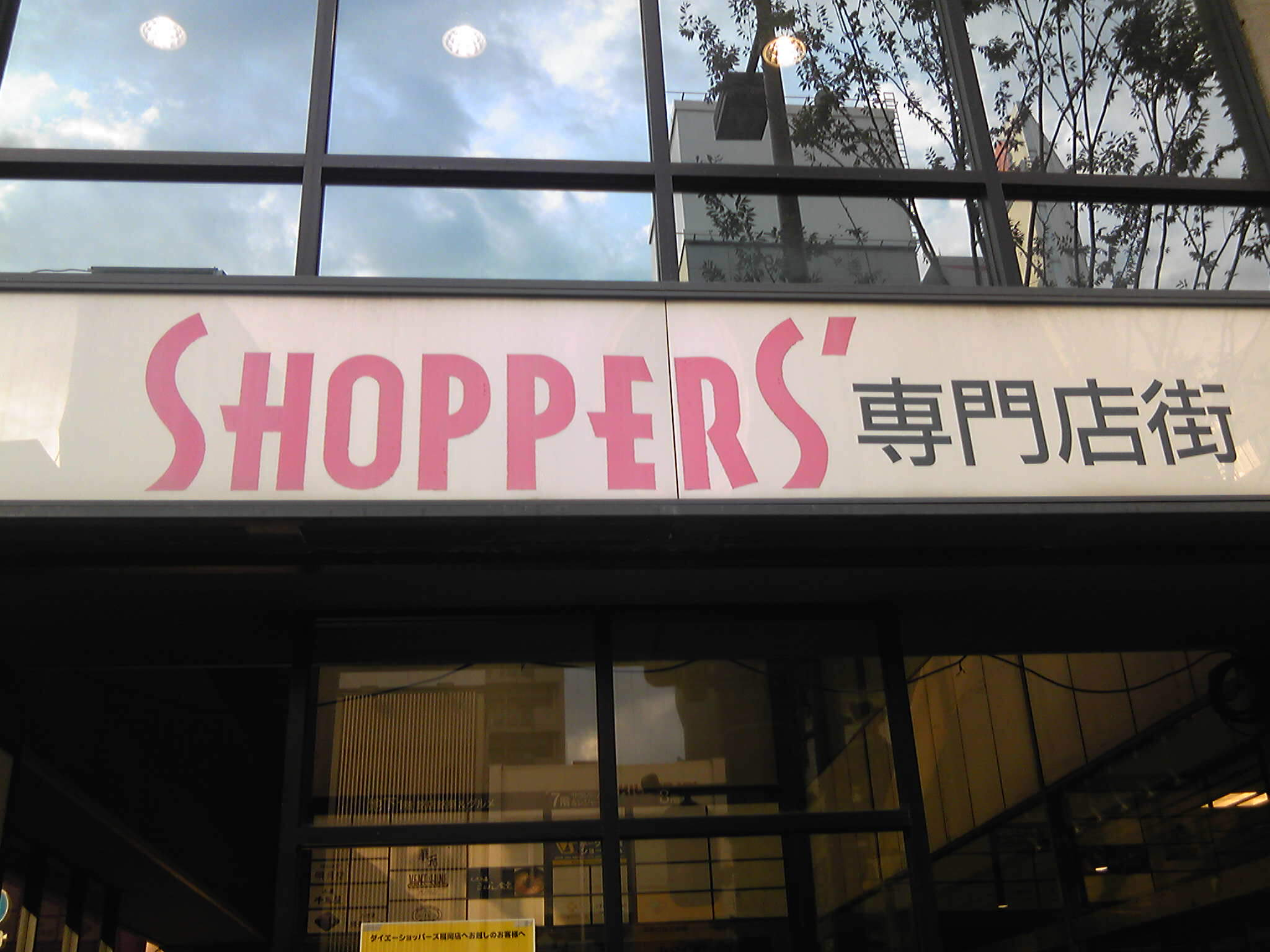
ショッパーズ専門店街で使われていたロゴマーク
（2011年8月3日撮影）

イオン ショッパーズ福岡店（イオン ショッパーズふくおかてん）は、福岡県福岡市中央区天神にあるショッピングモール。愛称は天神ショッパーズ福岡（TENJIN SHOPPERS FUKUOKA）。ネットスーパー取扱店舗。
2024年3月以降、日本の「イオン」ブランドで最古の現行店舗である。
当項目では当店に隣接して存在したショッパーズ福岡専門店街についても記述する。

## 概要
ダイエーが福岡市中央区の天神地区に既に存在していた天神店（1981年3月31日閉店）の後継店として、商業施設「福岡ショッパーズプラザ」を開業（後にショッパーズ福岡に名称変更）したのが始まりである。開業当初は日本最大級であった（後述）。ダイエーのチェーン63号店である。
碑文谷店（東京都目黒区、現在のイオンスタイル碑文谷）・東戸塚店（神奈川県横浜市戸塚区、現在のイオンスタイル東戸塚）・京橋店（大阪府大阪市都島区、のちイオン京橋店を経て閉店）・甲子園店（兵庫県西宮市、旧プランタン甲子園。のちイオン甲子園店を経て店舗面積縮小後はイオンスタイル甲子園）と並んで、ダイエーでも5本の指に入る旗艦店舗として知られていた。
ダイエーの会長兼社長であった中内㓛（当時）が「天神に大きく出店して客足の流れを変えたい」と語った程、ダイエーが力を入れて新設した思い入れのある店舗で、出店の際に天神近辺では中内が「天神商店街にペンペン草を生やしてやる」と発言したという噂までも広まった。mina天神及び天神地下街とは間接的に結ばれている。後述のショッパーズ福岡専門店街の閉鎖により2011年9月10日に一部テナントを吸収した上で改装工事を行いリニューアルオープンした。
2015年9月1日より、九州内と北海道、愛知県のダイエー店舗がイオングループに譲渡されたことにより、当店もイオン九州が営業権を承継し、店名を「イオン ショッパーズ福岡店」に変更した。屋外看板はイオンに移行後も「daiei」のままであったが、同年10月9日に「ÆON」の看板に切り替えた。看板はイオンで通常使われる「マゼンタに白文字」とは逆の配色の看板となった。
2017年3月1日よりイオン九州の運営する「イオン」名義の店舗で最古参店舗となり、2024年3月1日からは日本全国のイオン店舗の中でも最古参店舗となっている。
2019年4月25日、地下1階から4階までを商業フロア、5階から8階をオフィスフロアとしてリニューアルオープンした。尚、天神ショッパーズ福岡は当店の愛称となった。このリニューアルに先立ち、イオン九州がイオンストア九州から当店の敷地・建物を101億円で取得している。
2022年12月8日、近隣の福岡中央郵便局との段階連鎖建替えのためのプロジェクトを発足させた。

### ショッパーズ福岡専門店街
ショッパーズ福岡専門店街（ショッパーズふくおかせんもんてんがい）は、かつて存在した専門店街。ショッパーズ福岡店と同時に開業し株式会社ダイエーが運営していた。空中と地下の連絡通路でショッパーズ福岡店と南隣のファッションビル・マツヤレディス（及び同ビルの後継店舗・ミーナ天神）とが直接的に結ばれており買い物するのに重宝されていた。ダイエーとは3階と6階にある連絡通路で結ばれていた。
しかし、天神の商業集積がダイエーから離れる形で南下したことが要因で売り上げが減少、ダイエーの経営方針の転換や建物の老朽化を理由に、2011年2月、撤退が決定し、同年7月31日に営業を終了した。売上高は1990年を境に減少していたとされる。最後まで営業していたのは約60のテナントであった。なお地下1階は天神地下街への通り抜けのため引き続き営業時間内は開放されていた。
閉鎖後、跡地の利用について注目されていたが、マツヤレディスの運営会社・福岡松屋から2002年に建物を取得していた株式会社ダイショウ（大東建託創業者の多田勝美の資産管理会社）によりテナントの誘致活動が行われ、2012年6月28日に約30のテナントが入居した専門店ビル「ノース天神」として再出発した。この日開業したのは地下1階 - 5階部分で、6 - 8階は翌年にかけて順次開業している。

## フロア構成（2011年9月10日 - ）

### TENJIN SHOPPERS FUKUOKA（2019年4月25日 - ）
- 8F - 5F - オフィス
- 4F - 専門店（DAISO他）
- 3F - インナー&カジュアルフロア
- 2F - 無印良品
- 1F - ウェルネスフロア
- B1F - 天神フードスタイルフロア
- B2F - 駐車場

※一般用エスカレーターは6階まで利用でき、ミーナ天神への連絡通路は利用可。

### イオンショッパーズ福岡店
- 8F - イオン事務所
- 7F - 専門店のフロア
- 6F - 専門店・催事場のフロア
- 5F - 日用品文具・インテリアのフロア
- 4F - 紳士服のフロア
- 3F - 婦人肌着・子供服のフロア
- 2F - 婦人服・服飾雑貨のフロア
- 1F - コスメ・HBC・自転車のフロア
- B1F - 食料品とペットのフロア
- B2F - 駐車場

### ショッパーズ福岡専門店街（2011年7月31日閉鎖時点）
- 8F - 閉鎖
- 7F - CD・玩具・クリニック
- 6F - 専門店
- 5F - 古着・メンズ・専門店
- 4F - レディス・雑貨・靴・専門店
- 3F - レディス・雑貨・専門店
- 2F - レディス・メンズ・靴・専門店
- 1F - ジュエリー・靴・飲食店・専門店
- B1F - 飲食店・銘菓・専門店
- B2F - 駐車場

## フロア構成（1977年頃）
1977年頃のフロアガイドは下記のとおり

### ダイエー福岡店
- 8F - ゲームコーナー・ファミリープラザ
- 7F - スポーツ用品のフロア
- 6F - 暮らしと趣味のフロア
- 5F - 子供・手芸・寝具・呉服のフロア
- 4F - 紳士と婦人ドレスコートのフロア
- 3F - 婦人のフロア
- 2F - モードフロア・専門店街
- 1F - ファッションのフロア・専門店街
- B1F - 食料品のフロア
- B2F - 駐車場

### ショッパーズ福岡専門店街
- 8F - 味の広場（飲食店街）
- 7F - 住まいのフロア
- 6F - 電器とオーディオのフロア
- 5F - 専門店街（書店コーナー）
- 4F - ジョイ＆エクセレントフロア（専門店街）
- 3F - カルチュアフロア（専門店街）
- 2F - メンズフロア（専門店街）
- 1F - エレガンスフロア（専門店街）
- B1F - 味の専門店街
- B2F - 駐車場

## 主なテナント
出店全店舗一覧は公式サイト「フロアガイド」を参照。

## かつて存在した主なテナント（専門店街も含む）
- ウェンディーズ
- ドムドムハンバーガー
- ミスタードーナツ
- ふきや
- 一力うどん
- りーぶるアニメック
- タワーレコード

## 歴史
- 1971年（昭和46年）6月15日 - ショッパーズプラザ福岡（ダイエー福岡店）として開業。
- 2003年（平成15年）11月29日 - ダイエーショッパーズ福岡店、食品売場の改装工事を実施しリニューアルオープン。
- 2004年（平成16年）5月29日 - ダイエーショッパーズ福岡店、ファッションフロアの改装工事を実施しリニューアルオープン。
- 2011年（平成23年）
  - 7月31日 - ショッパーズ福岡専門店街が閉店。
  - 9月4日 - ダイエーショッパーズ福岡店、改装工事のため閉店。
  - 9月10日 - ダイエーショッパーズ福岡店、全館改装工事を施しリニューアルオープン。
- 2012年（平成24年）
  - 3月19日 - ネットスーパーの取扱いを開始。九州にダイエーのネットスーパー初進出。
  - 5月2日 - IC乗車券SUGOCA[注釈 2] 及び電子マネーWAON・Edyを導入[11][注釈 3]。
- 2014年（平成26年）
  - 2月26日 - 開店より、地下1階フロア・1階フロアが24時間営業となる。
- 2015年（平成27年）9月1日 - イオン九州に同店の営業権が承継[12] され同日付で「イオンショッパーズ福岡店」に名称変更[13]。
- 2019年（平成31年）4月25日 天神ショッパーズ福岡へリニューアルオープン[14]。

## 統計
1988年度にはスーパーマーケットの売上高としては宮城県のダイエー仙台店（現：イオン仙台店）に次いで年商200億円を超え、日本国内第1位となった。店舗面積は開業当初から長らく1位であったが、1987年からは西友光が丘西武店（現：リヴィン光が丘店。東京都）が1位となっている。
2003年（平成15年）10月29日に行われた福岡ダイエーホークスの日本選手権シリーズ優勝セールでは、ショッパーズ福岡店の売り上げが前年度の5倍程度の1億4000万円を記録した。
ダイエーショッパーズ福岡店の統計
| 年度   | スーパー業界 | ダイエー内 | 小売総合 | 売場面積 | 売上          |
| ------ | ------------ | ---------- | -------- | -------- | ------------- |
| 1982年 | 5位          | 3位        | なし     | 3位      | 148億8700万円 |
| 1983年 | 4位          | 3位        | なし     | 1位      | 153億5600万円 |
| 1984年 | 4位          | 3位        | なし     | 1位      | 157億1300万円 |
| 1985年 | 4位          | 3位        | なし     | 1位      | 163億5900万円 |
| 1986年 | 4位          | 3位        | なし     | 1位      | 168億6400万円 |
| 1987年 | 5位          | 4位        | なし     | 2位      | 186億3700万円 |
| 1988年 | 1位          | 1位        | なし     | 3位      | 210億4800万円 |
| 1989年 | 2位          | 2位        | なし     | 3位      | 222億7300万円 |
| 1990年 | 2位          | 2位        | なし     | 3位      | 235億4300万円 |
| 1991年 | 3位          | 2位        | 132位    | なし     | 235億8000万円 |
| 1992年 | 3位          | 2位        | 135位    | なし     | 222億8100万円 |
| 1993年 | 4位          | 3位        | 147位    | なし     | 202億8200万円 |

## 交通アクセス
鉄道
- 西鉄天神大牟田線西鉄福岡（天神）駅
- 福岡市地下鉄空港線天神駅
- 福岡市地下鉄七隈線天神南駅

バス
- 西鉄バス「天神北」「天神中央郵便局前」「天神日銀前」バス停

道路
- 福岡高速環状線天神北出入口